# Casaccia
Casaccia, qui a été d'abord une petite commune avant de devenir un hameau de la commune de Vicosoprano, a ensuite été intégrée à la commune de Bregaglia. Située en Suisse, dans le canton des Grisons, Casaccia se trouve au pied du col de la Maloja.
À 1 400 m d'altitude environ, elle est traversée par la route qui relie Chiavenna en Italie à l'Engadine via le col de Maloja.
Le chemin pédestre qui relie Casaccia à Juf via le Septimer est une ancienne voie romaine bien connue.